# Иль-д’Ар

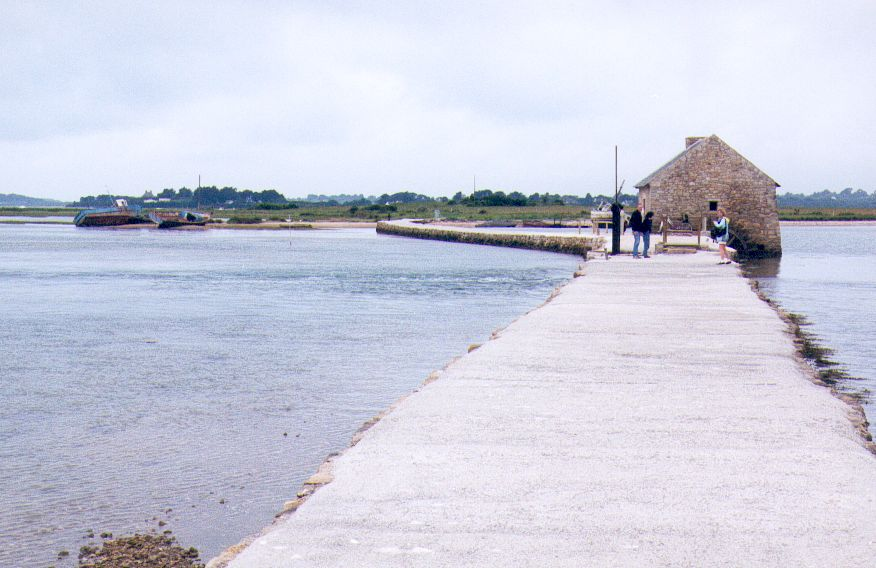
Иль-д’Ар

Иль-д’Ар (фр. Île-d'Arz; брет. An Arzh) — коммуна и одноимённый остров в регионе Бретань, департаменте Морбиан (Франция). По состоянию на 2008 год население составляет 254 человека. Площадь — 3,3 кв. км. Мэр населённого пункта — Даниэль Лорси.
В переводе с бретонского языка название коммуны означает «медвежий остров». Девиз — «Arzao Hag Arzam» (Остановись и жди).
Иль-д’Ар расположена на расстоянии около 410 километров к западу от Парижа, в 105 километрах юго-западнее Ренна и в 8 километрах от Ванна.
Имеется старый монастырь. Среди местных жителей развито рыболовство.